# Амперметър
Амперметърът е уред за измерване на силата на електрически ток в ампери (А). Терминът е съставен от наименованието на мерната единица за сила на тока ампер и от гръцката дума μετρέω – измервам.
Амперметърът винаги се включва последователно в измерваната електрическа верига. Включването му към електродите на източник на ток, както е в случая на волтметър, е авариен режим и не трябва да се допуска.

## Принцип на измерване
Конструкцията на амперметрите с електромеханическо отчитане силата на тока се основава на взаимодействието между електрическия ток и магнитна система от постоянен магнит или електромагнит. По принцип измервателните системи регистрират взаимодействието между постоянен ток и магнитно поле. Измерването на променлив ток се осъществява от същите системи, като се измерва ефективната стойност на постояннотоковата съставка след изправянето му посредством изправителни електронни схеми. Резултатите от измерването се регистрират от подвижна стрелка, монтирана към подвижна част (например алуминиева рамка с навита бобинка, през която протича измерваният ток), и спирални пружинки. Бобината се завърта така, че да обхване максимален магнитен поток. При равенство на въртящия момент от взаимодействието на електромагнитните сили, породени от протичащия ток, и съпротивителния момент на пружината (т. нар. торзионен механизъм, работещ на усукване) стрелката отчита чрез степента на завъртане силата на тока по разграфената скала. Разновидностите на системите измервателни прибори се основават на конструктивните особености при създаването на въртящия момент в измерителния прибор.

## Видове конструкции на измерителния механизъм

### Стрелкова система с непосредствено включване в измерваната верига
Най-разпространеният измервателен механизъм при амперметрите е този, при който движещата се част е включена директно в електрическата верига. Завъртането на подвижната част е пропорционална на силата на протичащия ток през системата. По принципа на създаване на въртящия момент амперметрите биват:
- магнитноелектрически;
- електромагнитни;
- електродинамични;
- индукционни;
- термоелектрически;
- фотоелектрически.

### Стрелкова система и електронна схема, включена в измерваната верига
Тази измервателна система има електронна схема за усилване на сигнала от измерването, подаван на измервателната система. С това се постигат не само точни измервания в областта на най-малките стойности на измервания ток, но и защита от претоварване на измервателната система.

### Електронна схема, включена в измерваната верига, и цифров индикатор
Тази схема се използва в преносимите многофункционални измерителни прибори – мултицетите. Посредством превключвател се сменят не само обхватите, но и измерваният токов параметър. Цифровата индикация на течни кристали и електронизацията на измерителните системи позволяват рязко намаляване на размерите и висока надеждност на приборите.

### Амперметри за измерване на постоянен ток
Амперметрите, построени на принципа на магнитоелектричната система, измерват само постоянен ток. Обикновено към апарата се включва шунт, подходящ за измервателния обхват. Предимствата на този тип амперметри се изразяват в равномерната скала, бързото връщане в изходно положение след осъществяване на измерването, високата точност на резултатите, както и независимостта от външни магнитни полета поради наличието на силно поле в собствения подковообразен магнит. Амперметрите от този тип обаче не търпят претоварване и се предлагат на висока производствена цена.

### Амперметри за измерване на променлив ток
За измерване на големината на променлив ток се използват индукционните и детекторните амперметри. Останалите системи също се използват, като при необходимост се комбинират с токоизправителна електронна схема.

## Измерване с амперметър
Скалата на амперметрите се градуира в микроампери, милиампери, ампери или килоампери в зависимост от конструктивно заложените предели за измерване и от потребността за приложение. В комбинираните измервателни уреди – мултицети, посредством превключвател може да се променя обхватът, като се разширяват границите на измерваната величина на тока.

### Схема
Амперметърът винаги се свързва последователно с електрическата верига.

### Разширяване на обхвата
Увеличаването на измервателния обхват на един амперметър при използването на същата стрелкова или електронна измервателна система може да се реализира посредством допълнително поставени елементи:
- Шунт (прецизно оразмерен нискоомен жичен резистор) или набор от шунтове за повече на брой измервателни обхвати. Включеният успоредно с амперметъра шунт позволява преразпределението на електричния ток в измерваната верига, като се използва електротехническата теория за успоредно свързване на резистори. По-голямата част от тока преминава през шунтиращата верига и само малка част – през амперметъра. Това позволява на амперметъра да измерва електрически ток с високи стойности. Шунтът се използва за разширяване на обхвата при амперметри за измерване на прав и променлив ток.
- Токов трансформатор за измервания в променливотокови вериги, като първичната му намотка се свързва последователно в измерваната верига. Измервателният уред се свързва към вторичната намотка на трансформатора и двете вериги са галванично развързани. Характерното е, че измервателният токов трансформатор работи почти в режим на късо съединение. Поради силното противодействие на вторичната намотка основният магнитен поток е намален. Авариен режим за системата токов трансформатор – измерителен уред е отварянето на вторичната верига и оставянето на трансформатора да работи на празен ход. Поради рязкото увеличаване на магнитния поток и увеличаване напрежението на изводите на вторичната намотка съществува опасност от пробив в изолацията и повреждане на системата за измерване[3].

### Класове на точност
Високата точност на измерването на големината на електричния ток се определя от качеството на измервателния уред. Основното изискване, което се предявява към амперметъра, е да има много ниско вътрешно съпротивление (в идеалния случай {\displaystyle R=0\,\,\,\Omega }), за да не внася промени в измерваната електрическа верига.
Амперметрите се произвеждат като лабораторни уреди с клас на точност 0,1 – 0,5, за монтаж в табло 1 – 2, 5 или комбинирани измервателни уреди с т. нар. техническа точност 4,5%.